# Senfmühle Monschau

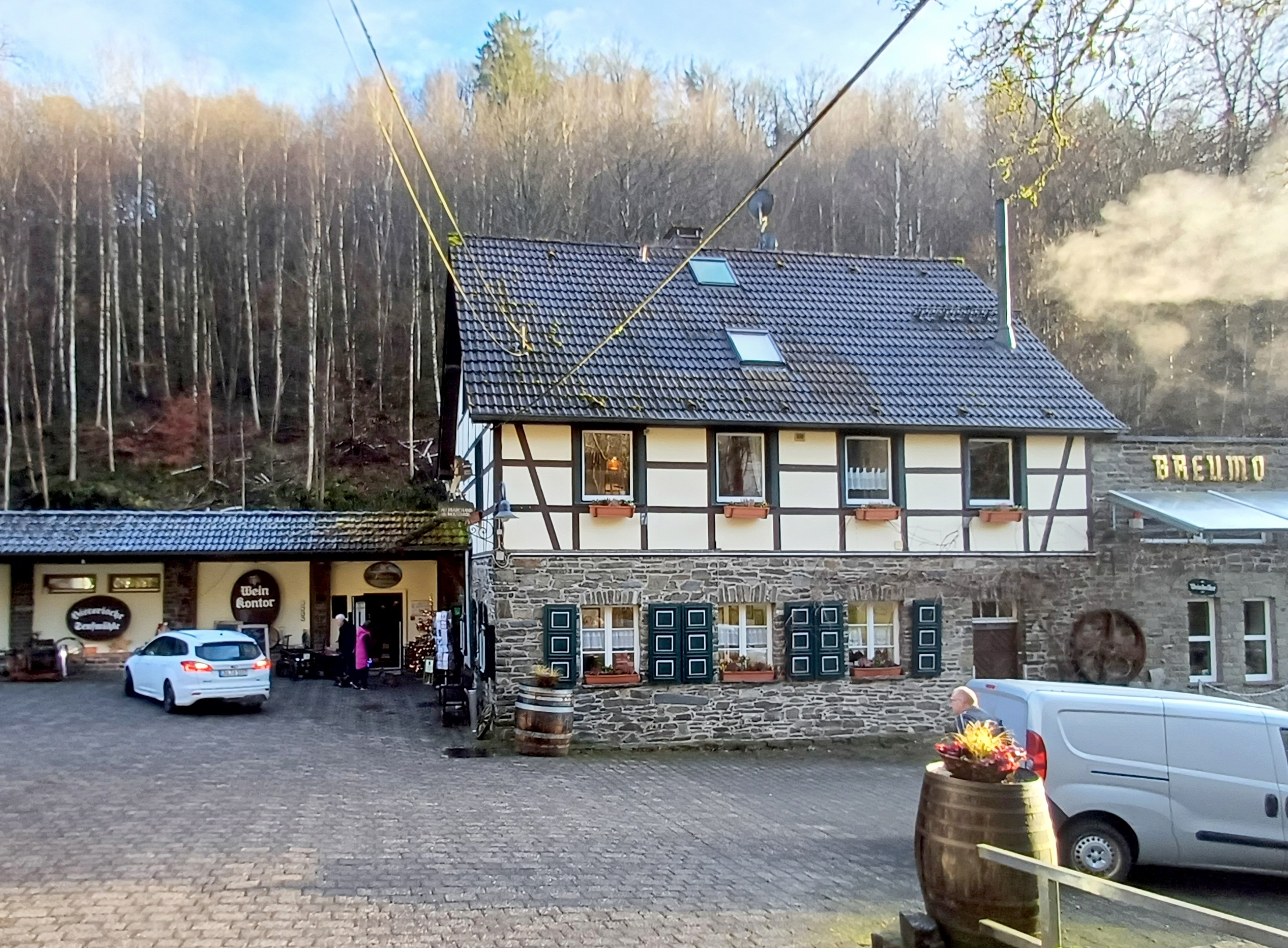
Senfmühle Monschau, Altes Mühlengebäude

Die Senfmühle Monschau ist ein denkmalgeschütztes Gebäudeensemble in Monschau in der Städteregion Aachen in Nordrhein-Westfalen mit der Adresse Laufenstraße 116–124. Die Mühle wurde Ende des 18./Anfang des 19. Jahrhunderts am Ufer des Laufenbachs als „Laufentaler Mühle“ für die Textilverarbeitung errichtet und ist seit 1952 in Besitz der Familie Breuer, deren Schwerpunkt die Senfproduktion ist.

## Geschichte

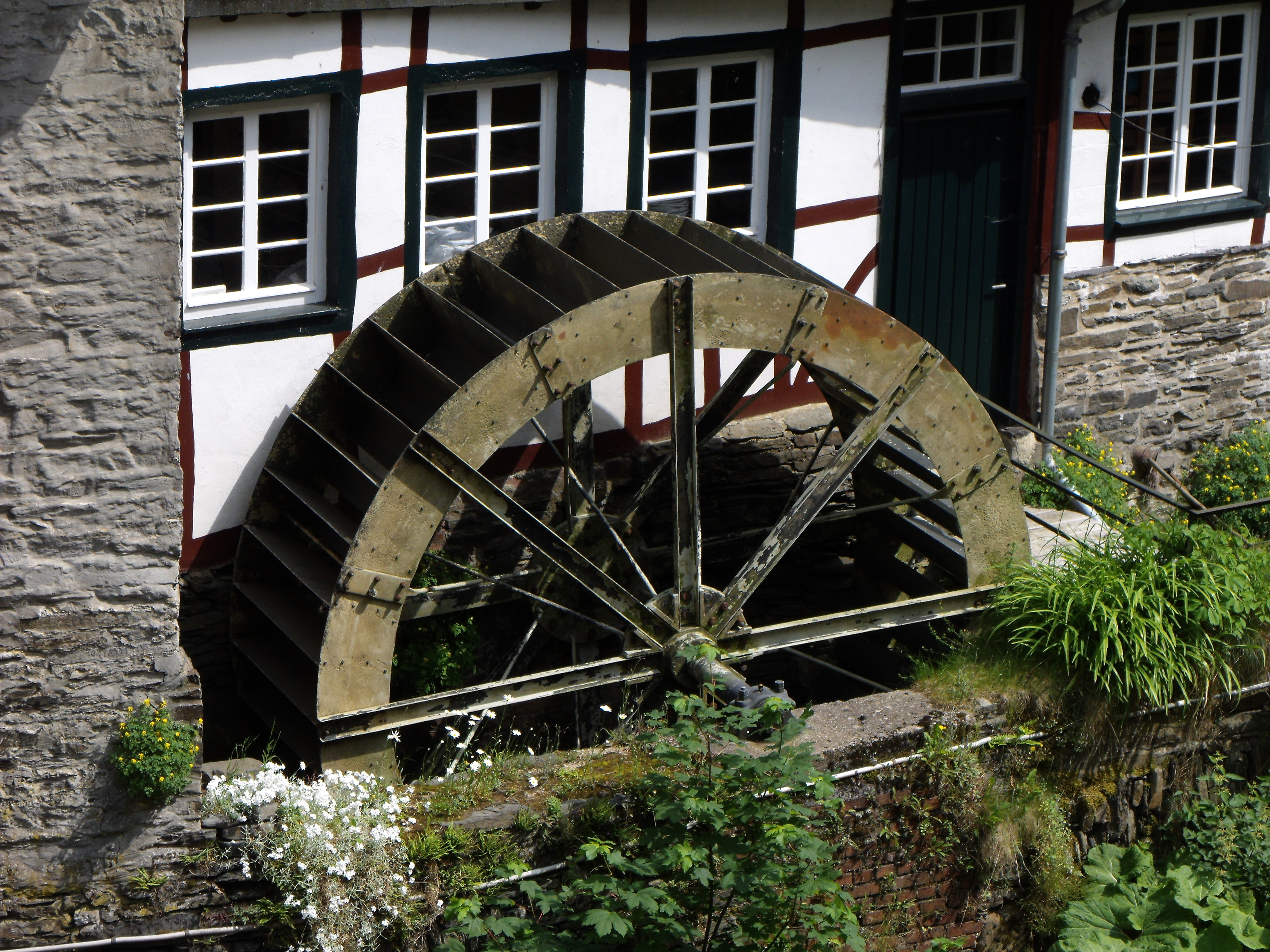
Mühlenrad der ersten Senfmühle auf dem Schmitzenhof

Der genaue Zeitpunkt der Inbetriebnahme als Mühle ist unbelegt, lediglich  urkundlich festgehalten ist, dass die Werksgebäude der Laufentaler Mühle im Jahr 1816 zunächst als Spinnerei genutzt und ab 1882 von der Firma Hermann Josef Fettweis als Kunstwollfabrik eingerichtet wurde. Von 1896 bis 1908 wurde der Komplex durch die Firma Wilhelm Stein und Josef Klein wieder als Spinnerei betrieben. Die Anlage wurde 1918 an die Firma Meyer verkauft, die diese in gleicher Funktion nutzte. Schließlich übernahm im Jahr 1952 der Senfproduzent Clemens August Breuer, der Jüngere, die Werksgebäude und verlegte seine Firma aus dem Stadtzentrum in diese Anlage.
Bereits Clemens August Breuer, der Ältere und Firmengründer, hatte 1882 als Erster der Familie 1882 mit der Senfherstellung begonnen, damals noch auf dem Holzmarkt in Monschau und ohne den Einsatz einer Mühle. Er hatte die Senfproduktion dann 1908 zunächst in die leerstehenden Gebäude des Textilfabrikanten Nickel, vormals Peter Schmitz & Sohn, auf dem Schmitzenhof mit Mühlengebäude nahe dem Roten Haus von Monschau verlegt und damit die erste Senfmühle Monschaus eingerichtet. Ein Jahr später wurde der Betrieb von seinem Sohn Emil Bruno Breuer fortgeführt und zusätzlich um die Herstellung von alkoholfreien Getränken, Selters und Limonaden sowie Essig erweitert. Noch im gleichen Jahr tauschte er das dortige in die Jahre gekommene hölzerne Wasserrad durch ein eisernes aus, das außerhalb des früheren „Radhauses“ heute noch am alten Wassergraben sichtbar ist. Die Mühle wurde anfänglich nur über das Wasserrad angetrieben, später über eine Dampfmaschine aus englischer Produktion und danach durch eine Transmission mit Elektromotor, wodurch mehrere Maschinen gleichzeitig betrieben werden konnten.
In den 1920er-Jahren florierte das Geschäft mit dem Senf und dieser wurde vor allem im Raum Eupen-Malmedy, nach Frankreich sowie in gesamten Eifelraum bis an den Rhein verkauft. Im Jahr 1952 erfolgte schließlich der Umzug in die heutigen Räume, die im Laufe der Jahre immer stärker erweitert wurden. Das historische eiserne Wasserrad am Schmitzenhof blieb zurück und ist dort weiterhin zu sehen, doch die später eingebaute Transmission wurde am neuen Standort wiedererrichtet und ist immer noch einsatzfähig und als technisches Denkmal ausgewiesen. Später wurde noch das benachbarte Gebäude Laufenstraße 110 hinzugekauft, in dem einst das Gaswerk Monschaus seinen Platz hatte. Die dortigen Nebengebäude waren 1967 abgebrochen und das Hauptgebäude zwischenzeitlich vom städtischen Bauhof übernommen worden. Der Platz, auf dem der Gaskessel stand, wurde später zu einem Busparkplatz ausgebaut.
Unter der Leitung von Guido Emil, Sohn von Clemens August dem jüngeren, wurde das Firmengelände zusätzlich zum „Monschauer Weinkontor“ umgestaltet und 1998 das Restaurant „Schnabuleum“ im früheren Wohnhaus des hier zuletzt tätigen Textilfabrikanten Meyer eingerichtet, um mit beiden Aktionen eine größere Kundschaft zu erreichen. Zum Mühlenbetrieb zählen somit heute (2024) ein Senflädchen für den Verkauf, das Restaurant „Schnabuleum“ und ein Weinkeller.
In Zusammenarbeit mit Claudia Mayer, Professorin für Kommunikationswissenschaften an der Fachhochschule Aachen, entstand im Jahr 2008 die Idee für ein Museumskonzept. Hierbei werden Führungen und Kostproben, aber auch technische Informationen über die Herstellung des Monschauer Senfs angeboten. In der Senfmühle werden über 20 verschiedene Sorten Senf angeboten, der im Kaltmahlverfahren gewonnen wird. Seit 2013 hat Ruth Breuer, Tochter von Guido Emil Breuer, in fünfter Generation die Leitung der Gesamtanlage übernommen.

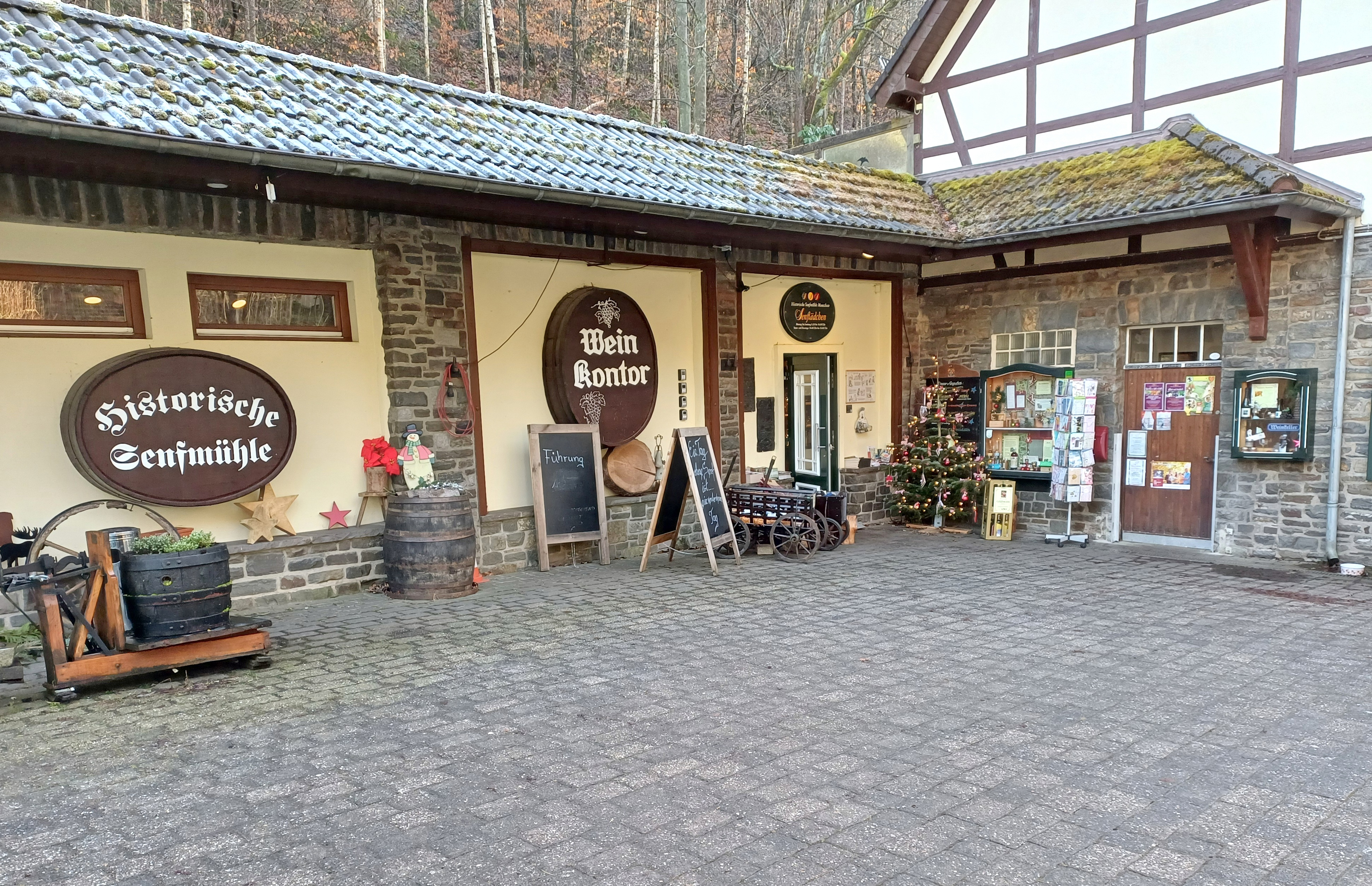
Eingang Senflädchen
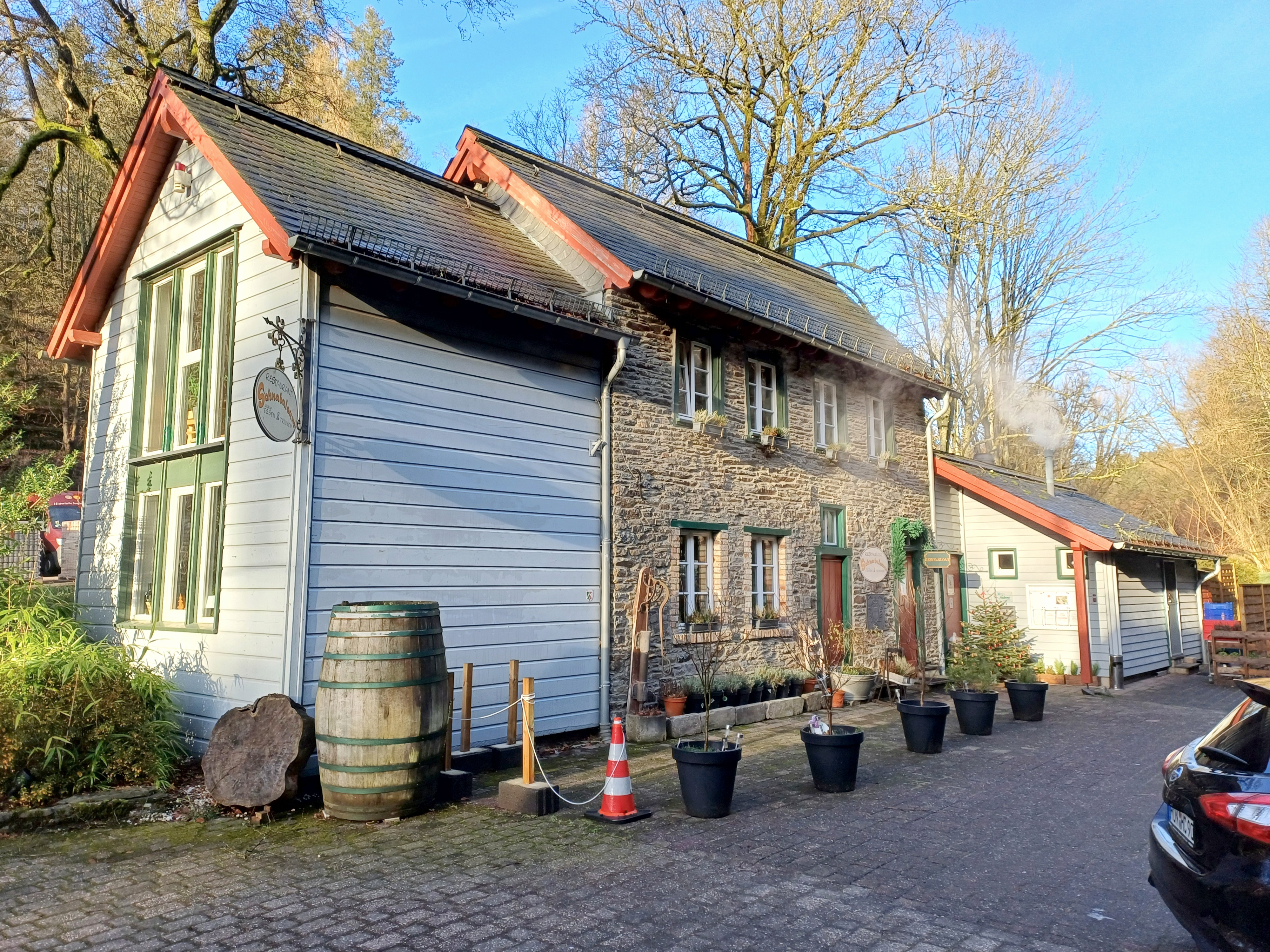
Schnabuleum
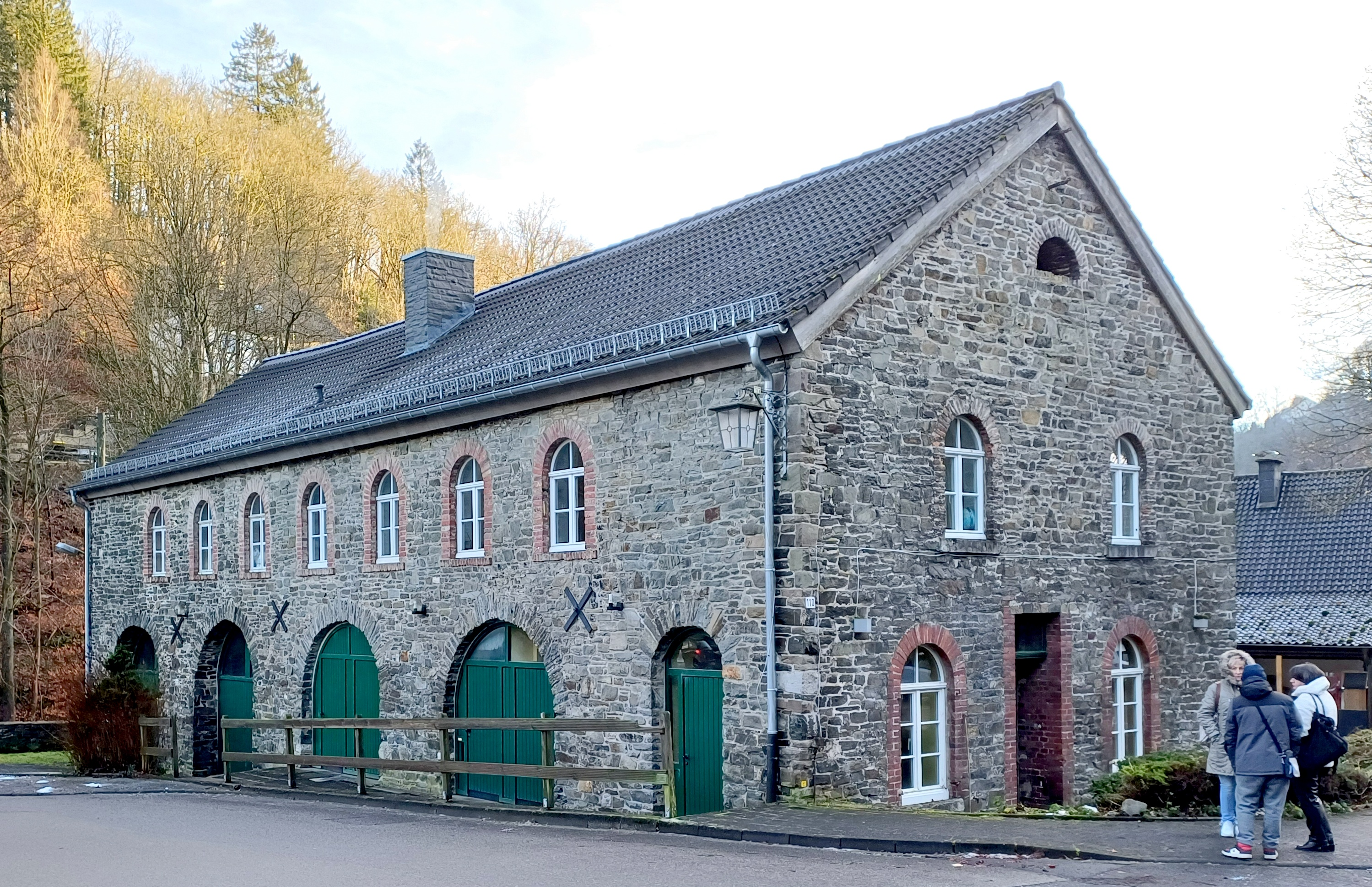
Ehemaliges Gaswerk, jetzt Teil der Senfmühle